# Cesare Carnevali
Cesare Carnevali (Reggio Emilia, Itàlia, cap a 1760 - ?, 1841), escenògraf italià actiu a Barcelona a principis del segle xix.
Es va formar amb el mestre Francesco Fontanesi i marxà a treballar al Teatre Imperial de Sant Petersburg sota les ordres de Pietro Gonzaga. El 1800 va arribar amb el seu amic Giuseppe Lucini a Barcelona, on amplia la seva formació amb Bonaventura Planella i Pau Rigalt i treballar per a decorar el primer teatre d'òpera de la ciutat, llavors anomenat Teatre de la Santa Creu i actual Teatre Principal. Més endavant marxà a París per treballar al Theátre de l'Odeon.
Al fons del MNAC es conserva un dibuix seu, Interior d'una presó (MNAC/GDG/4270/D)